# Cérès (mythologie)
Pour les articles homonymes, voir Cérès.
Dans la mythologie romaine, Cérès, en latin Ceres, est la déesse de l'agriculture, des moissons et de la fertilité. Elle connaît une interpretatio graeca précoce et est assimilée à la déesse grecque Déméter. Elle est adulée par la plèbe de Rome et possède un temple sur l'Aventin.

## Étymologie
Son nom dérive de la même racine que l'inchoatif cresco et que le causatif creare.
C'est, selon Georges Dumézil, probablement un abstrait de la « Croissance » personnifiée.
En latin, la racine équivalente *ker- a également produit la dénomination archaïque du « dieu des commencements », cerus manus, qui paraît avoir qualifié Janus.
Son nom se rattache également au verbe latin « cresco » signifiant naître, croître. Ainsi, son nom indique les fonctions de la déesse : « Elle est la sève sortie de la terre qui s'élève et gonfle les jeunes pousses. Elle fait murir le blé et jaunir les moissons ».

## Culte

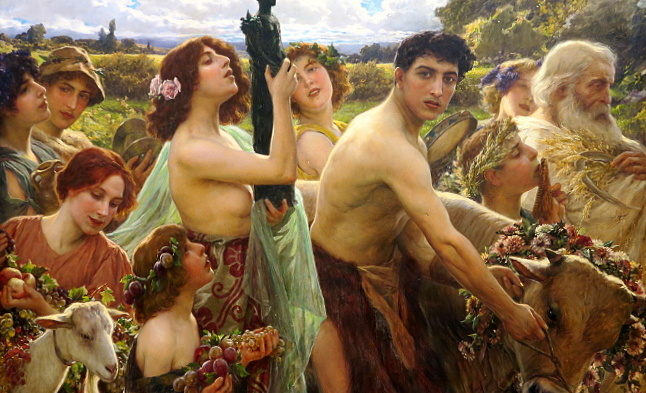
Ave Natura, Œuvre de Cesare Saccaggi représentant la procession romaine à la déesse Cérès, 1910.

L'existence d'un flamen Cerialis garantit l'Antiquité et l'importance de la déesse.
Lors des Cerialia du 19 avril, était sacrifiée, au moins dans le culte privé, la féconde truie. Les ludi du 19 avril comportaient une scène barbare et magique : un lâcher dans le Cirque de renards, « dont le dos portait, attachées, des torches ardentes », un rite qui selon Georges Dumézil ne pouvait concerner que les épis en formation après leur sortie de terre.
Plusieurs descriptions des Ambarvales, processions autour des champs célébrées par les Frères Arvales font allusion à la déesse de la croissance. Avant la récolte, avait lieu un rituel centré sur l'offrande d'une truie connue sous le nom de porca praecidanea.
Le domaine de Cérès ne se limitait pas à assurer la croissance des végétaux, il touchait également la race humaine. Ainsi, les jeunes filles, soit en allant à la maison de leur époux ou après leur arrivée, lui sacrifiaient. Les liens de Cérès avec le mariage se poursuivaient après les rites de noce. Ainsi, la « loi de Romulus » ordonnait au mari qui renvoyait son épouse pour une autre raison que les trois prévues par la loi, de donner la moitié de sa fortune à son épouse et l'autre moitié à Cérès-Déméter.
Selon Georges Dumézil, il est probable que Cérès en tant que déesse de la terre, et avant même son assimilation à Déméter, ait eu un caractère chthonien,, qui fut par la suite dévolu à sa fille Perséphone. Après toute mort, une truie était sacrifiée à Cérès pour purifier la famille.
Outre le porc, la truie ou la laie, Cérès agréait aussi le bélier comme victime. Dans ses solennités, les guirlandes utilisées étaient de myrte ou de narcisse ; les fleurs étaient interdites, parce que c'était en cueillant des fleurs que Proserpine avait été enlevée par Pluton. Le pavot seul lui était consacré, non seulement parce qu'il croît au milieu des blés, mais aussi parce que Jupiter lui en fit manger pour lui procurer du sommeil, et par conséquent quelque trêve à sa douleur[réf. nécessaire].
En Sicile, tous les ans, en commémoration du départ de Cérès pour ses longs voyages. Les insulaires, voisins du volcan Etna, couraient la nuit avec des flambeaux allumés et en poussant de grands cris[réf. souhaitée].

## Réinterprétation grecque et liens de parenté

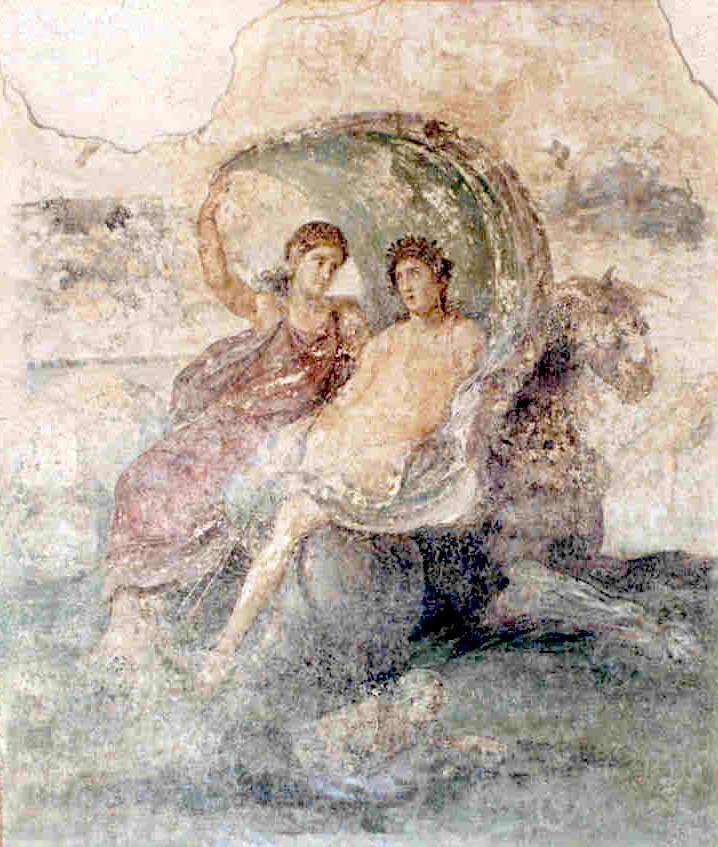
Dionysos et Déméter-Cérès, fresque antique de Stabies.

Dès la fin des temps royaux, elle a été assimilée à Déméter, dont elle a annexé progressivement le riche domaine, les légendes et les rites mêmes de la grande déesse.
Cérès récupère la mythologie de Déméter et fait partie des Olympiens. Fille de Saturne et de Ops/Rhéa, Cérès apprit aux hommes l'art de cultiver la terre, de semer, de récolter le blé, et d'en faire du pain, ce qui l'a fait regarder comme la déesse de l'agriculture, de la fertilité et des moissons. Jupiter, son frère, épris de sa beauté, eut d'elle Proserpine (assimilée à la Perséphone de la mythologie grecque). Elle fut aussi aimée par Neptune, et, pour échapper à sa poursuite, elle se changea en jument. Le dieu s'en aperçut et se transforma en cheval. Les amours de Cérès avec Neptune la rendirent mère du cheval Arion et elle eut un deuxième enfant : Despina. Elle est représentée comme déesse pour les pauvres. Selon certaines sources, elle serait la mère du héros Lityersès, lié au cycle d'Hercule.
Elle est pour Cicéron la mère des anciennes divinités romaines Liber et Libera. Il indique ainsi qu'à Rome, les enfants sont nommés liberi car la progéniture de Cérès est nommée Liber et Libera. Cette explication met l’accent sur la fertilité de la triade et met surtout en lumière la relation entre ces divinités : Cérès, déesse du grain, est la mère et la tête de famille de la triade aventine, tandis que Liber et Libera, responsables de la semence masculine et féminine, sont ses enfants.

## Proserpine

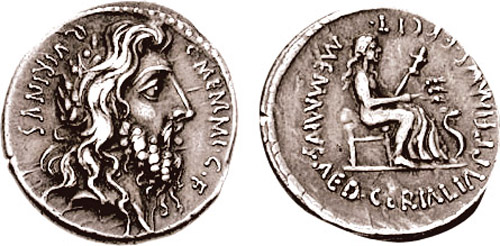
Denier représentant Quirinus à l'avers, et Cérès au trône, commémoration, en 56 av. J.-C., d'un monnayeur d'une Cerialia, peut-être son premier ludi, présenté par Gaius Memmius, édile.

Cérès a une fille unique, avec Jupiter, roi des dieux. Son nom est Proserpine, assimilée à la Perséphone des Grecs. Mais alors que sa fille cueillait des fleurs avec ses amies, elle fut enlevée par le dieu des Enfers, Pluton. Cérès ne s'en remit pas et arrêta de s'occuper de l'agriculture. Elle partit s'enquérir du jugement divin de Jupiter, qui ordonna à Proserpine de rester l'hiver et l'automne aux Enfers et de passer le reste de l'année avec sa mère.

## Représentations

### Représentations, statues, emblèmes…

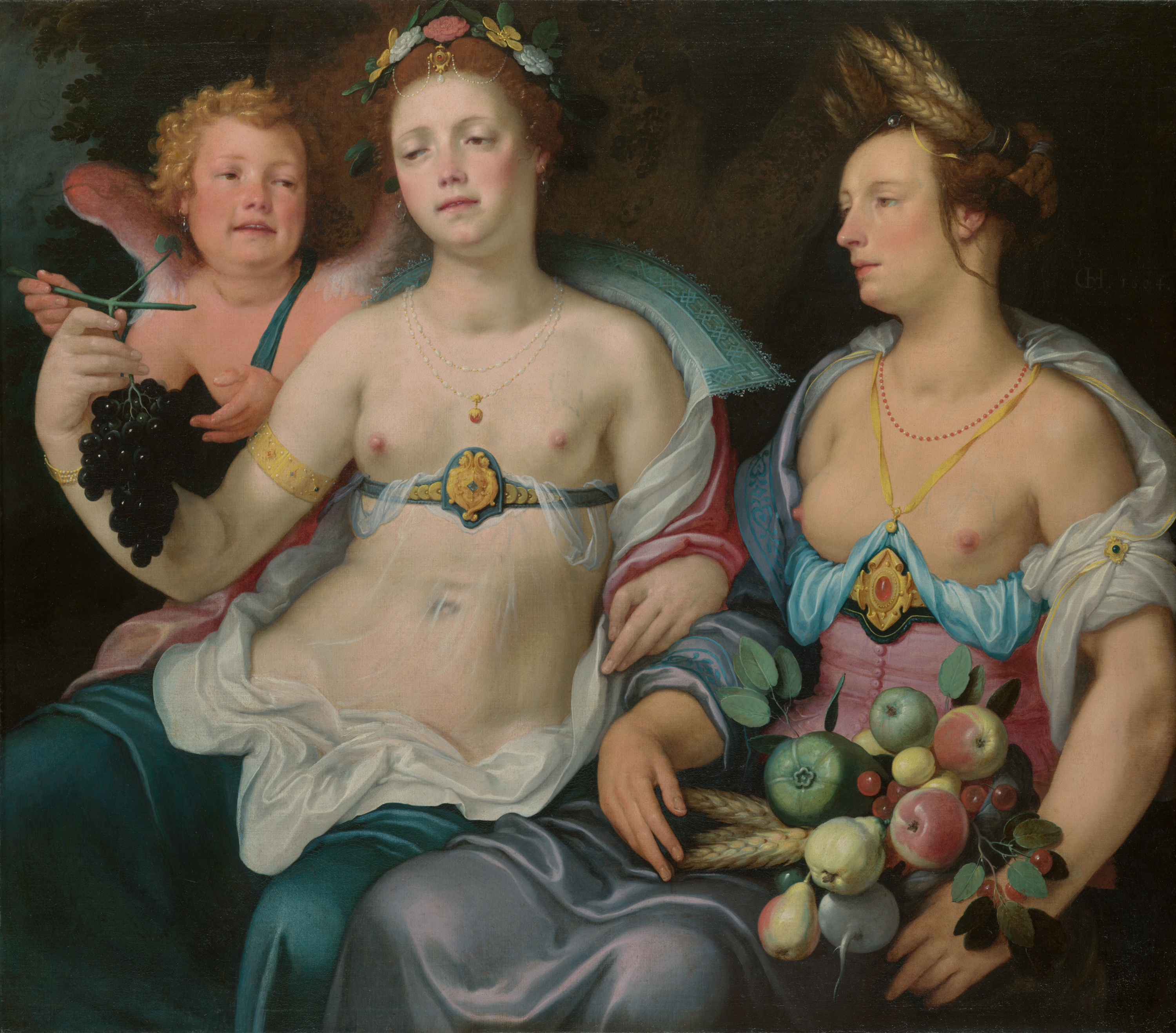
Cornelis van Haarlem, Vénus, Cupidon et Cérès, 1604.

Cérès (ou Déméter) est habituellement représentée sous l'aspect d’une belle femme, d'une taille majestueuse, d'un teint coloré : elle a les yeux langoureux, et les cheveux blonds retombant en désordre sur ses épaules, évoquant quelque peu le blé, dont elle est la déesse.
Elle est la déesse du potager des maisons.
Outre une couronne d'épis de blé, elle porte un diadème très élevé. Elle est parfois couronnée d'une guirlande d'épis ou de pavots, symbole de la fécondité. Elle tient de la main droite un faisceau d'épis et, de la gauche, une torche ardente. Sa robe tombe jusque sur ses pieds et, souvent, elle porte un voile rejeté en arrière.
Parfois, on lui donne une faucille ; deux petits enfants, attachés à son sein et tenant chacun une corne d'abondance, indiquent assez la nourrice du genre humain. Elle porte une draperie de teinte jaune, couleur des blés mûrs.
Elle est représentée dans l'attitude triomphante de la déesse des moissons. Elle est entièrement vêtue, symbole de la Terre qui dérobe aux yeux sa force fécondante et ne laisse voir que ses productions. De la main droite, elle retient son voile sur l'épaule gauche ; de l'autre main, elle serre contre elle un bouquet des champs : sa couronne d'épis est placée sur une chevelure artistement dressée, et elle porte vers le ciel un regard satisfait avec une expression de reconnaissance pour les autres dieux qui l'ont secondée. Son char est attelé de lions ou de serpents.
Pour l'une de ses statues, Mathurin Moreau a représenté la déesse sous les traits d'un jeune garçon vêtu a l'antique tenant une faucille dans la main droite  et un râteau dans la gauche ; une gerbe de blé est à ses pieds.

## Bibliographie

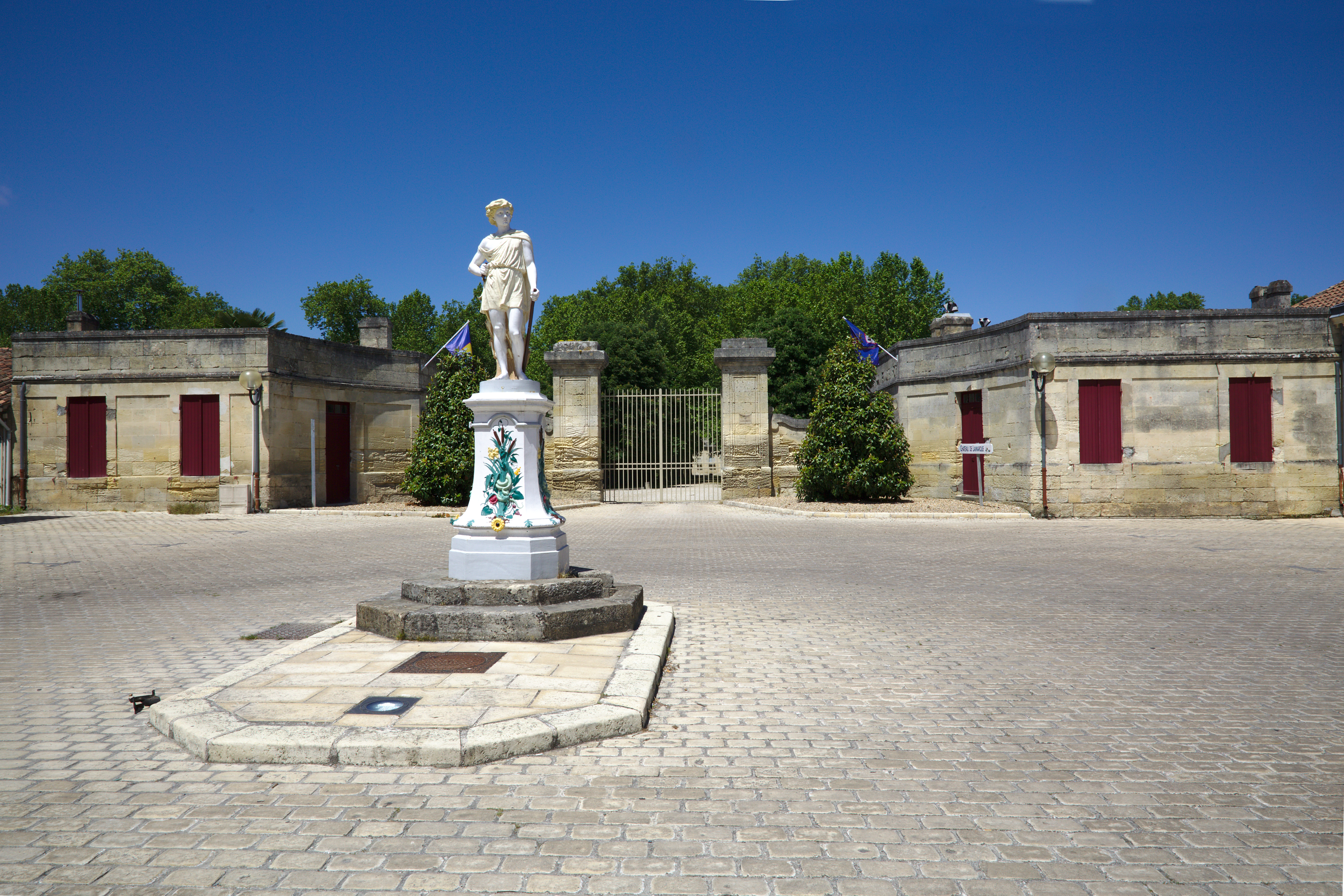
Château de Lamarque.

### Sources antiques
- Ovide, Métamorphoses [détail des éditions] [lire en ligne] (V, 341-408).

### Études modernes
- Georges Dumézil, La religion romaine archaïque, 2e édition revue et corrigée, Paris : éditions Payot, 1974
- Henri Le Bonniec, Le culte de Cérès à Rome, des origines à la fin de la République, Paris, 1958.
- Noël Fr., Dictionnaire de la fable (quatrième édition 1823) qui traite le sujet dans son tome I, p. 312-314.
- Robert Harari et Gilles Lambert, Dictionnaire de la mythologie grecque et latine, Grand livre du mois, 2000.